# Ramón Alburquerque
Ramón Alburquerque Ramírez (Monte Plata, 5 de junio de 1949) es ingeniero químico y político dominicano. Exministro de Economía, Planificación y Desarrollo; expresidente de la Refinería de Petróleo; expresidente de la Comisión Nacional de Energía; exresidente de la Comisión Nacional Técnico Forestal (CONATEF); exsenador de la República por la provincia Monte Plata y expresidente del Senado por 3 períodos y actualmente es productor del programa de TV y Radio “Los Sabios en la Z”.
Inició estudios en ingeniería química en la Universidad Autónoma de Santo Domingo, UASD, de allí, gracias a la influencia de Juan Boch, cercano a su familia, y con una beca del sindicato de choferes y una empresa importadora de vehículos, asistió a la Universidad de Kansas, EE. UU., donde cursó la ingeniería química con una mención, o minor, en computadoras.

## Vida personal
En su retorno al país trabajó en diversas secretarías de Estado y en el Banco Central, donde fue asesor y director del Instituto Dominicano de Tecnología Industrial (INDOTEC), plataforma que le sirvió para entrenamientos en Suiza en refinación y comercialización de oro y metales preciosos, a Noruega para entrenarse en recursos naturales, medio ambiente y estudio sobre el cambio climático; es importante señalar que, el INDOTEC, realizó significativos aportes al crecimiento y diversificación industrial de la nación. 
En 1981, se matricula en la McGill University, en Quebec, Montreal, Canadá, en la carrera Modelos de Planificación y Desarrollo Económico, formación que continuó a su retorno, en la Pontificia Universidad Católica Madre y Maestra (PUCMM), cursando una maestría en administración pública y derecho administrativo, bajo el notable académico Jorge Morales Jordán de Puerto Rico. 
En la Universidad de Zulia, Venezuela, tomó entrenamiento del profesor Carlos Matus, sobre Planificación Estratégica Situacional. 
Asimismo, en 1987 participó durante dos trimestres en la Universidad de la Sorbona, en cursos de planificación y desarrollo económico. 
Desde niño los idiomas son su gran deleite, por lo que habla italiano, alemán, inglés, francés.

### Formación académica
En su dedicación laboral se inició como maestro en el liceo Juan Pablo Duarte, en 1967, luego maestro en la Universidad Autónoma de Santo Domingo (UASD), Universidad Católica Santo Domingo (UCSD), conferencista de la Universidad UTESA, en Colorado School of Mines, Rodger University en Nueva Jersey, EE. UU.

### Controversia “Entren to’ Coño”
El 16 de enero del 1999, sucedió un incidente de protesta civil, a causa de denuncias de atropellos a la democracia del gobierno del expresidente Leonel Fernández, que arremetió policialmente contra 16 senadores, resultando heridos cinco senadores, que protestaban a nombre del Senado. El ingeniero Alburquerque, no obstante de ser presidente del Senado, arriesgó seriamente su vida junto a los otros legisladores. 
En el acalorado momento de intercambios con la policía, quedó captado en vídeo el momento donde Alburquerque intenta entrar al Senado pese a la barricada puesta por la Policía Nacional, y dice la icónica frase “Entren to’ coño”.

## Presidencia del Senado
Como presidente del Senado, Alburquerque, contribuyó a crear leyes como: 
- La ley n.º 112, del 16 de noviembre del 2000, sobre los hidrocarburos, para establecer una justa relación entre los  precios internos e internacionales, a fin de moverse juntos hacia arriba o había abajo.

- La ley n.º 87-01, del 24 de abril del 2001, del Sistema de la Seguridad Social que procura proteger la salud de manera universal y una pensión a cada ciudadano, constituye la mayor conquista desde la fundación de la República. Se realizó en honor a José Francisco Peña Gómez.

- La ley n.º 125, del 26 de julio del 2001, conocida como la Ley General de Electricidad que reformó la vieja CDE, sirve de modelo al país y otras naciones.

- La ley n.º 64-00, del 25 de julio del año 2000, sobre el medio ambiente y los recursos naturales, que crea el ministerio y demás instituciones. Es la primera ley en la historia del país en este campo, educando sobre esta vocación depredadora imperante.

De las 58 principales leyes que han ido marcando el progreso de República Dominicana, Alburquerque es autor o coautor principal de 34 de las mismas, dejando un desempeño inigualado.

## Vida Pública

### Ministro de Economía, Planificación y Desarrollo
El presidente Salvador Jorge Blanco designó al ingeniero Alburquerque en esta posición a los 33 años, habiendo asumido la coordinación técnica de su campaña política a los 29 años, desde donde dirigió las negociaciones de República Dominicana con el Fondo Monetario Internacional (FMI). Al mismo tiempo desempeñaba la presidencia de la Refinería Dominicana de Petróleo (REFIDOMSA) y la presidencia de la Comisión Nacional Técnica Forestal (CONATEF) desde donde se crearon los parques nacionales Jaragua en Pedernales, Valle Nuevo en La Vega, El Morro de San Felipe, en Montecristi, la Sierra de Bahoruco, Loma Quitaespuelas y otros.

### Otros cargos públicos desempeñados
- Ministro de Economía, Planificación y Desarrollo;
- Presidente de la Refinería de Petróleo;
- Presidente de la Comisión Nacional de Energía;
- Presidente de la Comisión Nacional Técnico Forestal (CONATEF);
- Senador de la República (provincia Monte Plata) por cuatro periodos 1990-2006 (tres veces presidente del Senado);
- Presidente del Partido Revolucionario Dominicana (PRD);
- Actualmente, es productor del programa de TV y radio, Los Sabios en Z;
- Director del Instituto Dominicano de Tecnología Industrial (INDOTEC), creado por el Banco Central por recomendación del Banco Mundial y el BID, para crear empresas e industrias nuevas y fortalecer las existentes, en 1975.

## Aspiraciones a la Presidencia de la República Dominicana
El ingeniero Alburquerquer, luego de fundar junto a otros altos dirigentes el Partido Revolucionario Moderno (PRM), decidió aspirar a la nominación presidencial y enfrentar en unas primarias al actual presidente de República Dominicana, Luis Abinader, pese a este último estar habilitado constitucionalmente para una repostulación.